# شور شیرین
شور شیرین فیلم و مینی سریالی به کارگردانی و نویسندگی جواد اردکانی و تهیه‌کنندگی ابراهیم اصغری، ساختهٔ سال ۱۳۹۰ است. شور شیرین در پنج قسمت تولید شد که ۹۷ دقیقه آن در قالب فیلم سینمایی در جشنواره فجر ۱۳۹۰ اکران شد. 
این اثر برای شبکه یک ساخته شده و قرار بود در هفته دفاع مقدس سال ۱۳۹۲ روی آنتن برود اما در نهایت از ۲۸ شهریور تا ۱ مهر ۱۳۹۴ از شبکه یک سیما پخش شد.

## خلاصه داستان

### داستان فیلم
داستان فیلم مقاطعی از زندگی شهیدمحمود کاوه، یکی از فرماندهان سپاه کردستان را به تصویر می‌کشد که به دنبال طرح عملیات آزادسازی شهر بوکان است و...

### داستان سریال
حمید میرابی به همراه خانواده‌اش عازم کردستان است تا درمراسم ازدواج پسرش پوریا شرکت کند اما مینی‌ بوس آنها در راه گرفتار کمین ضد انقلاب ‌شده، و آنها اسیر می‌شوند. شهید کاوه و نیروهایش در تلاش هستند تا به شکلی آنها را آزاد کنند...

## بازیگران
- حمیدرضا عمارلو در نقش شهید محمود کاوه
- رضا رویگری در نقش حمید میرآبی، افسر سابق ارتش
- احمد نجفی در نقش سرگرد علی یار، دموکرات و ضدانقلاب
- مهرداد شیرعلی در نقش کاک خسرو، فرمانده ضدانقلاب
- پردیس افکاری در نقش ربابه، عضو گروه ضدانقلاب
- شبنم قلی‌خانی در نقش نامزد پوریا، پرستار
- علی کشوری در نقش پوریا، پسر میرآبی
- مجتبی ودودی در نقش زینال، عضو گروه ضد انقلاب

## صداپیشگان
- محمد طهامی نقش شهید محمود کاوه

- فرهاد اتقیایی در نقش مجید

- محمدرضا صولتی در نقش کاک خسرو